# Primavera do Leste (gemeente)
Primavera do Leste is een gemeente in de Braziliaanse deelstaat Mato Grosso. De gemeente telt 46.933 inwoners (schatting 2009).

## Aangrenzende gemeenten
De gemeente grenst aan Paranatinga, Santo Antônio do Leste, Poxoréu, Dom Aquino, Campo Verde, Planalto da Serra en Nova Brasilândia.

## Verkeer en vervoer
De plaats ligt aan de radiale snelweg BR-070 tussen Brasilia en Cáceres. Daarnaast ligt ze aan de weg MT-130.